# Itsy Bitsy Teenie Weenie Yellow Polkadot Bikini
〈Itsy Bitsy Teenie Weenie Yellow Polkadot Bikini〉는 해변에서 아주 작고 아주 작은 노란색 물방울 무늬 비키니를 입은 채로 수줍음을 느끼는 젊은 여성의 이야기를 담은 노블티 송이다. 이 노래는 폴 밴스와 리 포크리스가 작곡했으며 1960년 6월에 브라이언 하일랜드가 처음 발표했고 존 딕슨이 오케스트라를 지휘했다. 하일랜드 버전은 빌보드 핫 100 차트에서 1위를 차지했으며 미국에서 1,000,000장이 팔리며 전 세계적으로 히트했다. 이 노래는 프랑스어로 "Itsy Bitsy Petit Bikini"로, 독일어로 "Itsy Bitsy Teenie Weenie Honolulo-Stand-Bikini"로 각색되어 2가지 언어로 전국 차트에서 1위를 차지했다. 여러 버전의 노래는 여러 유럽 국가에서 성공을 거두었다. 1990년에 영국 팝 밴드 봄발루리나가 "Itsy Bitsy Teeny Weeny Yellow Polka Dot Vikini"라는 제목으로 발표한 버전은 영국 싱글 차트와 아일랜드에서 1위를 차지했다.

## 역사와 가사
노래의 세 구절을 통해 전해지는 이야기는 다음과 같다: (1) 비키니로 갈아입은 젊은 여성은 사물함을 떠나는 것을 너무나 두려워한다. (2) 해변에 도착했지만 담요로 싸여 모래 위에 앉아 있다. (3) 마침내 바다에 들어갔지만 나오는 것을 너무나 두려워하고 "파랗게 변하고" 있음에도 불구하고 물 속에 잠겨 시야에서 자신을 숨기지 못한다.
트루디 패커는 후렴 이전의 각 절의 끝에서 "... 둘, 셋, 넷 / 사람들에게 그녀가 무엇을 입었는지 말해줘"라는 가사을 외웠고 1번째 후렴구와 2절의 시작 이전에 "가만히 있어, 우리가 더 많이 말해줄게"라는 가사를 들었다. 대니얼 골드마크와 우발 테일러가 편집을 담당한 《카툰 뮤직 북》(The Cartoon Music Book)의 그렉 에르바르와의 인터뷰 기사에서 랭킨-바스 뮤지컬 감독인 모리 로스는 당시 딕슨이 감당할 수 없을 만큼 많은 일을 맡았기 때문에 존 딕슨을 위해 노래의 편곡을 '대신'했다고 말했다.
비키니 수영복이 주류가 되기에는 여전히 너무 위험한 것으로 여겨지던 시절에 이 노래는 비키니 판매량의 급격한 증가를 촉발시켰다. 이 노래는 사회에서 비키니를 받아들이는 데 가장 초기의 기여자 중 하나로 알려져 있다. 1960년대 초반에는 이 노래의 추진력을 바탕으로 수많은 서핑 영화와 기타 영화 및 텔레비전 제작이 이루어졌다.
하일랜드 버전은 1960년 8월 8일에 빌보드 핫 100 차트에서 1위를 차지했으며 미국에서 1,000,000장 이상 판매되었다. 또한 영국 싱글 차트에서 8위를 차지하는 등 다른 국가에서도 톱 10에 올랐다. 뉴질랜드에서도 1위를 차지했다.